# Sân bay Francisco Reyes
Sân bay Francisco Reyes (tiếng Filipin: Paliparang Francisco Reyes) (IATA: USU, ICAO: RPVV) là một sân bay phục vụ vùng Busuanga, nằm ở tỉnh Palawan ở Philippines. Sân bay này cũng phục vụ đô thị giáp ranh Coron. 

## Các hãng hàng không và các tuyến điểm
Các hãng hàng không sau đây hoạt động tại sân bay Francisco Reyes:
- Asian Spirit (Manila)
- Philippine Airlines
  - PAL Express (Manila)
- South East Asian Airlines (El Nido, Malay, Manila, Manila-Clark, Puerto Princesa)

### Các hãng trước đây
- Aerolift Philippines
- Air Ads
- Pacific Airways